# Sulopenemetzadroxil
Sulopenemetzadroxil (gesprochen: Sulopenem-Etzadroxil) ist oral wirksames β-Lactam-Antibiotikum aus der Untergruppe der Peneme. Es handelt sich um ein Prodrug, aus dem im Körper das eigentlich wirksame Sulopenem entsteht. Sulopenemetzadroxil ist in fixer Kombination mit Probenecid gegen unkomplizierte Harnwegsinfektionen bei erwachsenen Frauen angezeigt.

## Eigenschaften
Sulopenemetzadroxil ist ein lipophiler Resorptionsester aus der Gruppe der Acylale die ein häufig wiederkehrendes Strukturmerkmal von β-Lactam-Antibiotika-Prodrugs ist. Die chirale Sulfoxid-Seitenkette ist S-konfiguriert. Im Gegensatz zu anderen Vertretern der Peneme, die üblicherweise intravenös gegeben werden, ist Sulopenemetzadroxil nach oraler Gabe (Einnahme) wirksam. Durch körpereigene Esterasen wird der Ester zum aktiven Sulopenem hydrolysiert.
Sulopenem wirkt in vitro gegen grampositive und gramnegative aerobe und anaerobe Bakterien.

## Therapeutische Verwendung
Unter dem Namen Orlynvah (Hersteller: Iterum Therapeutics) wurde Sulopenemetzadroxil in fixer Kombination mit Probenecid im Oktober 2024 in den USA zugelassen zur Behandlung unkomplizierter, durch Escherichia coli, Klebsiella pneumoniae oder Proteus mirabilis verursachter Harnwegsinfektionen bei erwachsenen Frauen, wenn andere orale antibakterielle Therapien nicht möglich sind.
Die Zulassung beruht auf den Ergebnissen der klinischen Studien REASSURE und SURE 1, 2 und 3. Darunter waren zwei Nichtunterlegenheitsstudien, in welchen sich Sulopenemetzadroxil/Probenecid im mikrobiologischen und im klinischen Ansprechen sowohl gegenüber der Vergleichstherapie mit Amoxicillin/Clavulansäure als auch mit oralem Ciprofloxacin als wirksamer zeigte.
Die häufigsten Nebenwirkungen der Sulopenemetzadroxil/Probenecid-Kombination waren Durchfall, Übelkeit, vaginale Pilzinfektionen, Kopfschmerzen und Erbrechen. Wie bei nahezu allen systemischen antibiotischen Behandlungen besteht als unerwünschte Wirkung das Risiko des Auftretens einer Antibiotika-assoziierten Diarrhoe (Clostridioides-difficile-assoziierte Diarrhöe, CDAD).

## Wirkungsmechanismus
Die bakterizide Wirkung von Sulopenem beruht auf der Hemmung der Zellwandsynthese bei Bakterien und wird durch die Bindung von Sulopenem an Penicillin-bindende Proteine (PBPs) vermittelt. In Escherichia coli zeigte Sulopenem Bindungsaffinität für PBPs in der folgenden Reihenfolge:

PBP2 > PBP1A > PBP1B > PBP4 > PBP3 > PBP5/6.
Die Kombination mit Probenecid, einem Hemmstoff der Organo-Anion-Transporter (OAT) 1 und 3 im Nierenkanälchen, verringert die die renale Clearance von Sulopenem. Dadurch wird dessen Plasmahalbwertszeit verlängert.
Eine Resistenz gegenüber Sulopenem wird durch bestimmte β-Lactamasen mit erweitertem Spektrum (ESBL) verursacht. In Gegenwart einiger ESBL war Sulopenem gegen Enterobakterien jedoch wirksam. Gegen Sulopenem resistente Mutanten wurden in vitro mit einer Häufigkeit von 1×10−8 ermittelt.

## Sonstiges
Sulopenem wurde in den 1990er Jahren von Pfizer entwickelt und umfasste ein präklinisches Programm, gefolgt von einer Phase-2-Studie mit der intravenösen Formulierung in Japan und einer Phase-2-Studie mit einem oralen Prodrug bei ambulant erworbener Lungenentzündung in den USA. Pfizer brach die Entwicklung ab und lizenzierte Sulopenem an Iterum Therapeutics, wo man das Entwicklungsprogramm 2015 wieder aufnahm. Eine der möglichen Synthesen von Sulopenem (CP-70429) wurde 1992 publiziert, mit Augenmerk auf die Thiophansulfoxid-Stereochemie in der Seitenkette. Das Diastereoisomer CP-81054 von Sulopenem wurde ebenfalls enantiomerenrein dargestellt.

Sulopenem (CP-70429), Sulfoxid-Gruppe elektrisch geladen dargestellt
Das ebenfalls antibakteriell wirksame Diastereoisomer CP-81054